# Schraapstaal

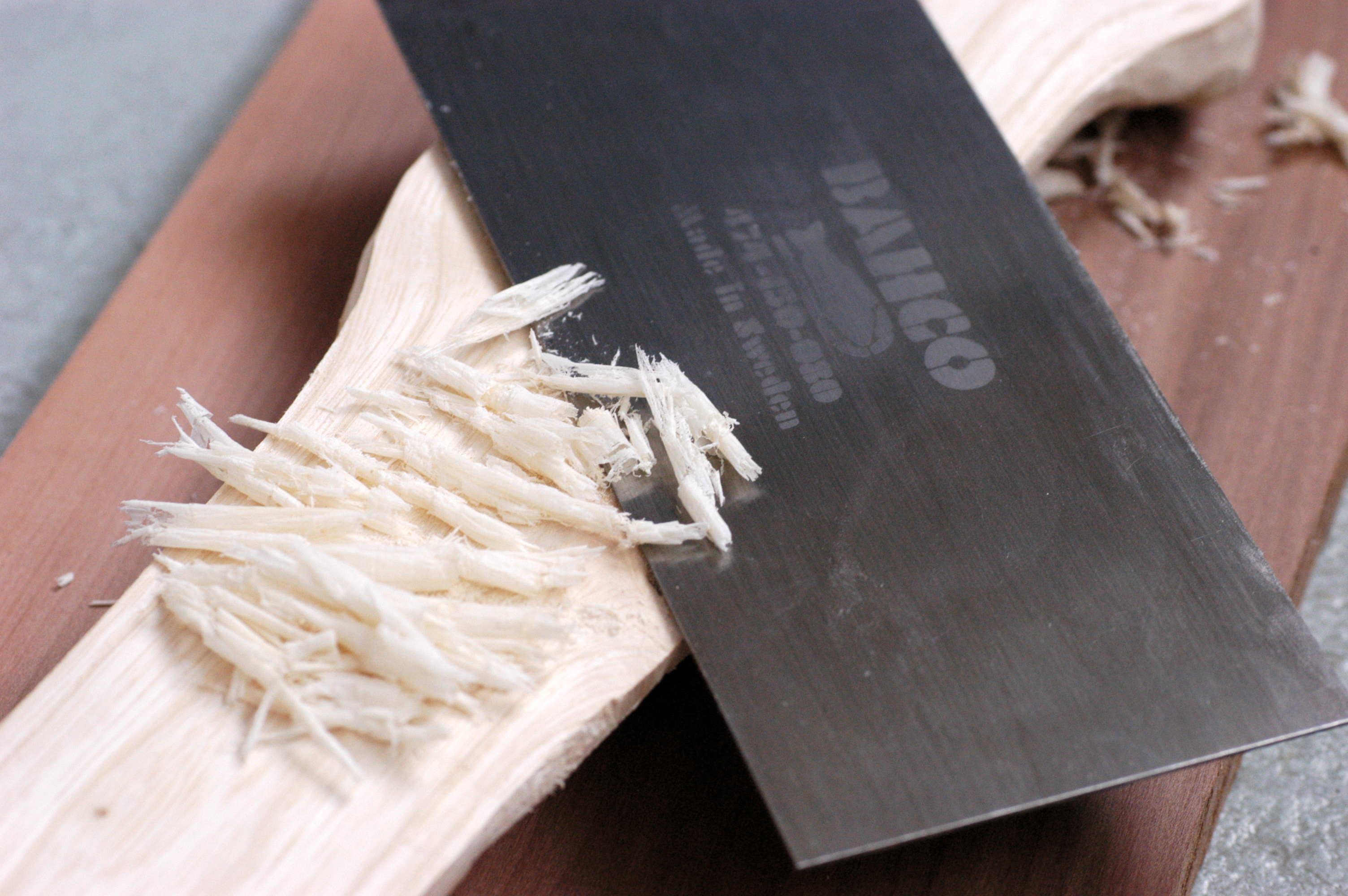
Schraapstaal met schraapsel

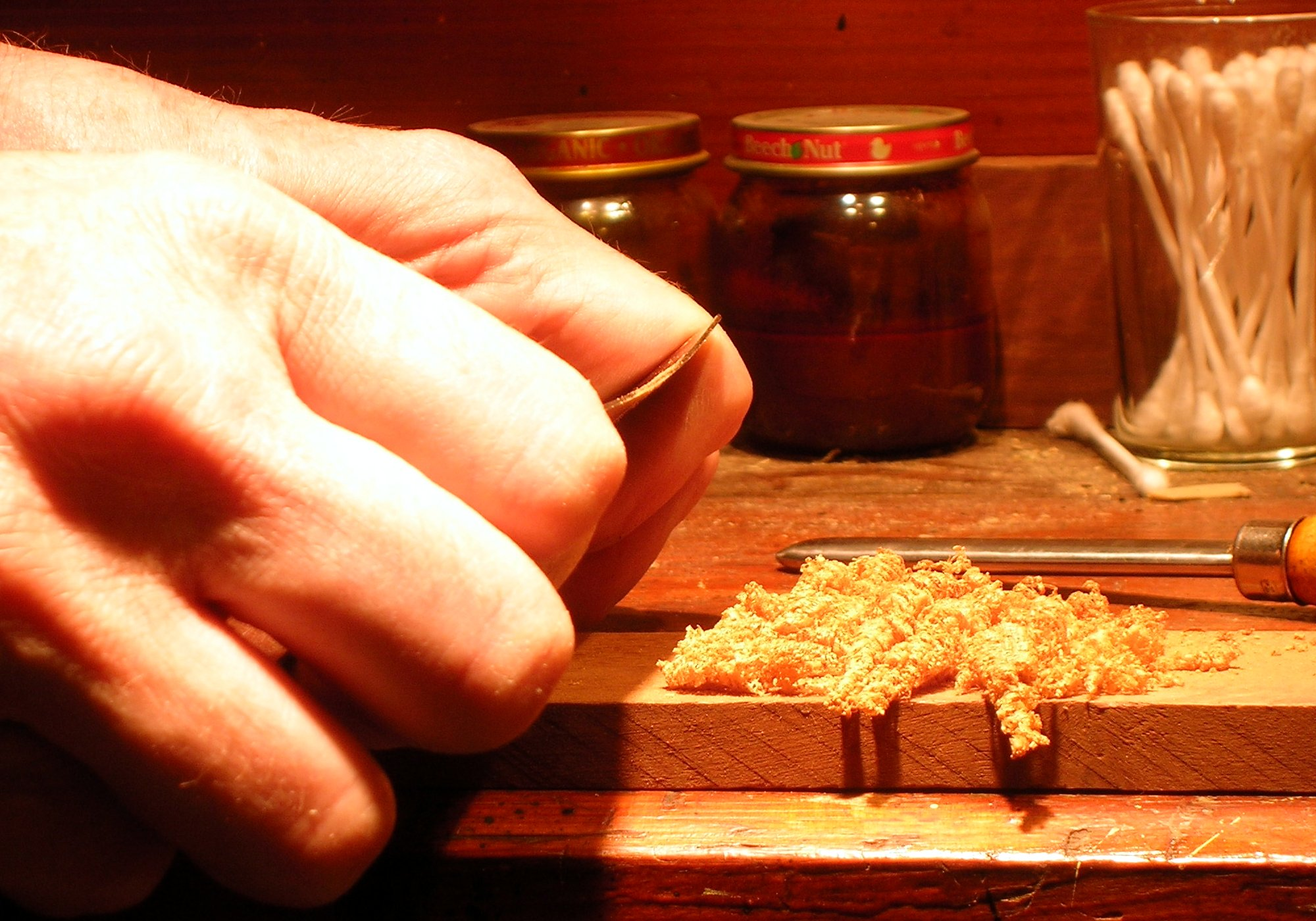
Bediening van een schraapstaal. Door beide handen te gebruiken kan het iets gebogen worden: zo is precies te sturen waar het daadwerkelijk schraapt

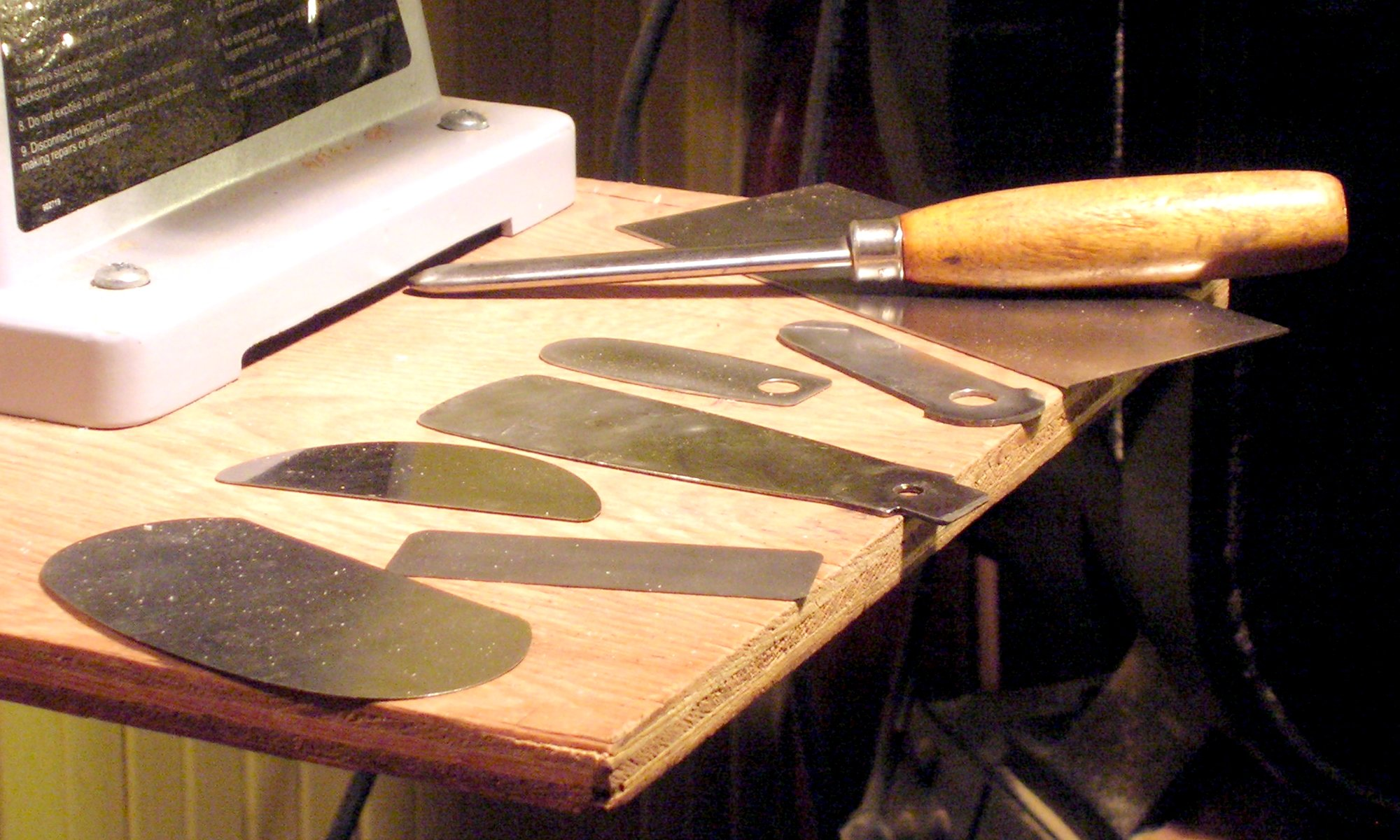
Diverse modellen schraapstalen

Een schraapstaal is een plat stuk gereedschapsstaal dat gebruikt wordt bij houtbewerking. Het basismodel is rechthoekig, maar voor speciale toepassingen kan een schraapstaal elke denkbare omtrek gegeven worden. Bij vooral hardere houtsoorten wordt een schraapstaal gebruikt om een houtoppervlak glad af te werken. 
Eventueel kan het oppervlak daarna nog bewerkt worden met heel fijn schuurpapier. Na het goed gebruik van een schraapstaal is het niet altijd nodig of wenselijk om nog te schuren, onder andere omdat schuren een opruwende werking kan hebben. Bij coulissentafels met veel uittrekbare geleiders die niet goed meer schuiven heeft schuren bijvoorbeeld een averechts effect. Met een schraapstaal of een zeer zoet (fijn) ingestelde scherpe schaaf wordt het hout veel gladder dan met schuurpapier. Maar voor grotere oppervlakten zoals tafelbladen is schuurpapier geschikter, want bewerking met een schraapstaal is zeer arbeidsintensief en vergt ook de nodige ervaring. 
Om een schraapstaal in gebruik te nemen worden de snijkanten met een zoete (fijne) vijl in de gewenste vorm (voor het basismodel vlak) gevijld en daarna met een wetsteen gewet (in combinatie met olie of water). Als laatste bewerking wordt het staal aangezet zodat er een fijne braam ontstaat die gebruikt wordt om mee te schrapen. Ook als een schraapstaal niet goed meer schraapt hoort deze voorbereiding herhaald te worden. 
Voor grof werk om oude lagen beits of lak te verwijderen kan ook een stuk glas gebruikt worden.